# 08 Stockholm Human Rights
08 Stockholm Human Rights, är en basketförening inom KFUM, som bildades 1996 av Alviks BK (numera 08 Alvik), KFUM Söder Basket (numera 08 Söder) och Stockholm Capitals (numera Central Basket). Dessa sektioner ägnar sig åt specifika spelargrupper. 
Klubben har tillsammans samlat 28 SM-guld för herrar, och 3 för damer och vann SM 2010 i damligan. Säsongen 2012/2013 åkte laget ur damligan

### Fotnoter
1. ↑  Björn Gyllenberg (22 maj 1996). ”08-or utmanar landsorten. Alvik, Capitals och JB Knights går samman i Alvik Stockholm”. Dagens nyheter. Arkiverad från originalet den 27 januari 2016. https://web.archive.org/web/20160127120848/http://www.dn.se/arkiv/sport/08or-utmanar-landsorten-alvik-capitals-och-jb-knights-gar-samman. Läst 15 november 2015.